# Понс, Хоан Льюис
Хоан Льюис Понс Рамон (исп. Joan Lluís Pons Ramón, род. 9 декабря 1996 года) — испанский пловец, серебряный призёр чемпионата Европы (2018). Участник летних Олимпийских игр 2016 года.

## Биография
За два года до Олимпийских игр 2016 года им было принято решение, переехать из Пальмы-де-Майорка в Барселону, чтобы тренироваться в CAR-де-Сант-Кугат и попробовать улучшить свои результаты в комплексном плавание.

## Карьера
В августе 2016 года во время Олимпийских игр в Рио-де-Жанейро на дистанции 400 метров комплексным плаванием он вышел в финал, но стал восьмым, показав результат 4:13.55.
Он серебряный призёр на дистанции 400 м комплексом  на Средиземноморских играх в 2018 году.
На чемпионате Европы в Глазго на дистанции 400 метров комплексным плаванием завоевал бронзовую медаль показав в финале результат 4:14,26.